# Il divorzio (film 1970)
Il divorzio è un film commedia italiano del 1970 diretto da Romolo Guerrieri.

## Trama
Leonardo Nenci, ingegnere stradale ormai prossimo ai 50 anni, dopo 15 anni di matrimonio decide di separarsi dalla moglie Elena: non perché intenda avere un'altra relazione stabile, ma perché si dichiara esasperato dalla vita coniugale e desidera riacquisire la sua libertà per sentirsi nuovamente giovane.
Le esperienze di Leonardo nella sua nuova vita però non sono esaltanti: prima ha una storia con Daniela, una ragazza molto più giovane di lui, ma ben presto i due si rendono conto di essere troppo diversi perché il rapporto abbia un futuro; poi si lega alla sua collega Flavia, donna sposata e annoiata, che però più che a Leonardo è interessata a provare esperienze sempre nuove, tanto da essere incline allo scambio di coppie e a relazioni omosessuali.
Non va meglio il rapporto di Leonardo con il figlio dodicenne Fabrizio: il ragazzo infatti, durante il giorno settimanale in cui è affidato al padre, preferisce allontanarsi per frequentare una ragazzina per cui ha una cotta. Alla fine, rimasto solo e sempre più disilluso dalla possibilità di vivere una seconda giovinezza, l'uomo tenta un nuovo approccio con Elena: ma la ex moglie ormai si è rifatta una vita con un altro.